# باتريك أونيل (لاعب كرة يد)
باتريك أونيل (بالإنجليزية: Patrick O'Neill)‏ (20 مارس 1956 - ) هو لاعب كرة يد أمريكي. شارك في الألعاب الأولمبية الصيفية 1976.

## وصلات خارجية
- باتريك أونيل على موقع أوليمبيديا (الإنجليزية)